# لایو اوک، شهرستان سانتا کروز، کالیفرنیا
لایو اوک (به انگلیسی: Live Oak) یک منطقهٔ مسکونی در ایالات متحده آمریکا است که در شهرستان سانتا کروز، کالیفرنیا واقع شده‌است. لایو اوک ۸٫۳۹۸ کیلومتر مربع مساحت و ۱۷٬۱۵۸ نفر جمعیت دارد و ۳۱٫۰۹ متر بالاتر از سطح دریا واقع شده‌است.